# Coro de Santo Amaro de Oeiras
O Coro de Santo Amaro de Oeiras foi fundado a 5 de Outubro de 1960 pelo Maestro César Batalha, orientando a sua existência para a prática da música coral colocado ao serviço de quantos o solicitam, sendo a sua actividade inteiramente gratuita. Desde 1984 é reconhecido como Pessoa Colectiva de Utilidade Pública, beneficiando ainda da Lei do mecenato.
O repertório do Coro é vasto e diversificado. Nele estão contidas peças da autoria do seu Maestro, de cuja vasta obra de compositor vem o Coro beneficiando.
O Coro de Santo Amaro de Oeiras tem no seu historial um sem número de concertos ao vivo realizados por todo o país, para os mais diversos tipos de audiência, bem como programas na televisão, rádio, gravações em disco, música para cinema, teatro e participações em festivais, entre tantas outras actividades.
A sua discografia é vasta e nela se destaca o LP Searas, poema coral sinfónico da autoria de César Batalha, acompanhando o coro uma orquestra de estúdio. Salientam-se também o LP de trechos populares portugueses arranjados e harmonizados por César Batalha, Prenda de Natal, com Coro e orquestra e Boa Viagem, colectânea de música popular e popularizada portuguesa.
Mostrando-se inteiramente receptivo a todas as experiências enriquecedoras da sua vivência coral, o Coro de Santo Amaro de Oeiras colaborou também em gravações de intérpretes da música ligeira.
Na mesma linha gravou música para os filmes Os Abismos da Meia-Noite, de António de Macedo, e O Crime de Simão Bolandas, de Jorge Brum do Canto.
Para o teatro executou trechos da peça Fígados de Tigre, de Gomes de Amorim, O Processo de Jesus, de Diego Fabbri e da obra teatral Erros Meus, Má Fortuna, Amor Ardente..., de Natália Correia, com música de César Batalha. Colaborou no último episódio da telenovela portuguesa Origens e na série televisiva Polícias.
Em 1980 foi-lhe atribuído o troféu do Melhor Coro do Ano pela revista Nova Gente.
Em 1981 recebeu a Medalha de Mérito Artístico da Câmara Municipal de Oeiras.
Em 1984 a Casa da Imprensa de Lisboa distinguiu-o com o Prémio de Popularidade.
Em 1991 foi agraciado com a Medalha de Agradecimento da Cruz Vermelha Portuguesa.
Em 1997 a Ordem Soberana e Militar de Malta atribuiu-lhe o seu Diploma de Agradecimento.
Desde 1976 vem o Coro se Santo Amaro de Oeiras ramificando a sua actividade. Nesse ano, por iniciativa do Maestro César Batalha, nasce o Coro Infantil de Santo Amaro de Oeiras, conhecido em todo o país.
A canção Eu vi um Sapo (Ho visto un rospo), vencedora no Sequim d'Ouro, da autoria de César Batalha, foi primeiramente gravada por este Coro infantil, bem como o já clássico natalício A todos um Bom Natal, do mesmo autor.
Em 1982, César Batalha formou o Com-Clave, agrupamento juvenil do Coro de Santo Amaro de Oeiras.
Em 1986 foram constituídos o Contraponto, formado pelos instrumentistas do Coro, e o grupo Ministars com adolescentes saídos do Coro infantil.
Em 1990 fundou ainda o grupo MaisMúsica igualmente com elementos do Coro infantil.
A actividade do Coro, sendo este uma entidade difusora da cultura do seu Concelho, tem o apoio da Câmara Municial de Oeiras.
Realizou em Março de 1987 uma digressão a França (Voiron-Lyon) sob a égide e a convite da Secretaria de Estado da Emigração e Turismo, a ASTI (Association de Solidarité avec les travailleurs immigrés) de Voiron e da Câmara Municipal de Oeiras. Deste modo, pode mostrar o seu trabalha além fronteiras, trabalho esse que foi justa e entusiasticamente apreciado.
Em Maio de 2000, nas comemorações do seu 40.º aniversário e a convite do Ministro da República para a Região Autónoma dos Açores, com o apoio da Câmara Municipal de Oeiras, deslocou-se às ilhas Terceira e S. Miguel, apresentando com êxito o seu trabalho e confraternizando com vários coros locais.
Em 1992 actuou para o Comité da Agricultura da primeira presidência portuguesa da Comunidade Europeia, a convite do ministro da Agricultura, em concerto representativo da cultura musical portuguesa.
Em 1993 representou o Concelho de Oeiras no espectáculo de encerramento da Presidência Aberta em Lisboa.
Em Junho deste mesmo ano, a convite de Sua Excelência o Presidente da República Portuguesa, Dr. Mário Soares, o Coro de Santo Amaro de Oeiras participou nas cerimónias do Dia de Portugal, de Camões e das Comunidades Portuguesas, que se realizou no Palácio de Seteais em Sintra, participação que se repetiu a 10 de Junho de 1998, por expressa vontade de Sua Excelência o Presidente da República de Portugal, Dr. Jorge Sampaio, festejando o Dia de Portugal na Praça Cerimonial da Expo'98.
Teve o grato prazer de actuar no Teatro Nacional de São Carlos num concerto realizado com a Banda Sinfónica da P.S.P., em Maio de 1994, comemorando o aniversário desta instituição. O seu quingentésimo concerto efectou-se em 18 de Dezembro de 1995 na Festa de Natal da Rádio Renascença, no Teatro Tivoli em Lisboa.
Em Junho de 1995 e 1997 cantou a Missa Solene para a imposição das insígnias dos novos cavaleiros da Ordem Soberana e Militar de Malta na Sé de Lisboa.
Em 2000 colaborou com a FENACERCI na campanha "Pirilampo Mágico".